# لین-کریستین ریگلهوت کورن

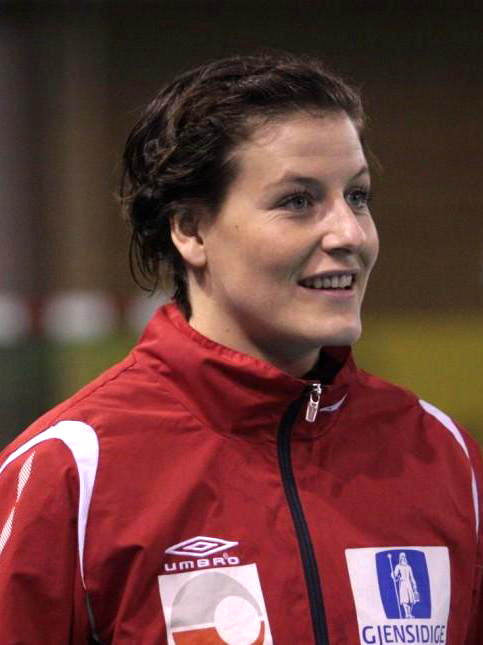

لین-کریستین ریگلهوت کورن (نروژی: Linn-Kristin Riegelhuth Koren؛ زادهٔ ۱ اوت ۱۹۸۴) بازیکن هندبال اهل نروژ است.